# Zlodol
Zlodol (Servisch cyrillisch Злодол) is een plaats in de Servische gemeente Bajina Bašta. De plaats telt 419 inwoners (2002).